# Lenguas mbam
Las lenguas mbam son un grupo de lenguas bantoides meridionales, clasificadas como lenguas bantúes dentro de la zona A en la clasificación de Guthrie. Sin embargo, existen dudas sobre su pertenencia al grupo bantú propiamente dicho. De acuerdo con algunas comparaciones lexicoestadísticas estas lenguas no serían propiamente lenguas bantúes, aunque sí lenguas bantoides. Janssens (1992-93) coloca dentro del grupo mbam todas las lenguas codificadas por Guthrie como A.60, la mitad de las codificadas como A.40 e incluye tentativamente al bube (A.31). R. Blench (2011) incluye también al grupo jarawano en A.60, aunque mantiene a ambos grupos dentro del bantú.
- Sanaga (A60): Tuki (Bacenga), Leti
- Mbam occidental (A40): Bati (A60), Nomaande (Mandi)–Tunen (Aling'a, Banen)–Tuotomb–Yambeta, Nyokon
- Yambasa (A60): Nubaca, Mbule, Nugunu, Elip–Mmaala–Yangben
- Jarawano (ver)
- ?Bube (A31)